# Thanatus prolixus
Thanatus prolixus là một loài nhện trong họ Philodromidae.
Loài này thuộc chi Thanatus. Thanatus prolixus được Eugène Simon miêu tả năm 1897.